# Gentiana nanobella
Gentiana nanobella är en gentianaväxtart som beskrevs av Marquand. Gentiana nanobella ingår i släktet gentianor, och familjen gentianaväxter. Inga underarter finns listade i Catalogue of Life.